# Reizer Pál
Reizer Pál püspök (Túrterebes, 1943. január 6. – Debrecen, 2002. április 18.) a Szatmári római katolikus egyházmegye rendszerváltás utáni első főpásztora volt 1990 és 2002 között. Püspöki címerébe foglalt jelmondata: „Caritas Christi urget nos” („Krisztus szeretete sürget minket”).

## Pályafutása
A gyulafehérvári római katolikus kántoriskola elvégzése után a Gyulafehérvári Hittudományi Főiskolán végezte teológiai tanulmányait. 1967. április 2-án szentelte pappá Márton Áron gyulafehérvári (erdélyi) püspök, a szatmári egyházmegye apostoli kormányzója.
Felszentelését követően 1967 és 1969 között káplánként szolgált a máramarosszigeti Borromeo Szent Károly-plébánián, ezt követően, 1969 és 1987 között püspöki titkárként, valamint a Zárdatemplom plébánosaként és a Szatmári Irgalmas Nővérek spirituálisaként dolgozott Szatmárnémetiben. A városban az elsők között próbálta meg gyakorlatba ültetni a második vatikáni zsinat szellemét. 1987-ben visszatért Máramarosszigetre, ahová plébánosnak nevezték ki.

### Püspöki pályafutása
II. János Pál pápa 1990. március 14-én nevezte ki Szatmár püspökévé. Ugyanezen év május 1-jén szentelték püspökké a szatmárnémeti római katolikus székesegyházban. A püspökszentelést Francesco Colasuonno pápai nuncius, érsek vezette, a társszentelők Dr. Jakubinyi György gyulafehérvári segédpüspök (későbbi érsek), valamint Tempfli József nagyváradi püspök voltak.
A rendszerváltás utáni első püspökként negyven évnyi elszigeteltség és kommunista elnyomás után kellett újraindítania az egyházmegye intézményeit. Újjászervezte az egyházmegye szervezeti felépítését, visszaszerezte javainak egy részét, birtokba vette a püspöki palota történelmi épületét, megalapította a Scheffler János Lelkipásztori Központot és megalapította a Hám János Római Katolikus Iskolaközpontot, valamint a nagykárolyi Kalazanczi Szent József Római Katolikus Iskolaközpontot, melyek a hatalmas múlttal rendelkező szatmárnémeti és nagykárolyi katolikus oktatás hagyományait hivatottak újjáéleszteni. Püspöksége idején új, modern zárdaépületet kapott a Szatmári Irgalmas Nővérek rendje. Újjáéledtek a nőszövetségi, ifjúsági mozgalmak, szerzetesrendek, és új plébániák jöttek létre.
Szobrot emeltetett Hám János püspöknek a székesegyház előtt, és elindította Scheffler János vértanú-püspök boldoggá avatási eljárását.
2001 nagyböjtjén meghirdette a harmadik egyházmegyei zsinatot (az 1821-es első és az 1938-as második után), melynek mottójául az „Újuljatok meg gondolkodásmódotokban” (Róma 12,2) Szent Pál-i gondolatát választotta. A zsinatra 2004. augusztus 17. és 20. között került sor.
Nemcsak az egyházmegye „három nagy alapítójához” próbált méltó lenni egyház(újjá-)szervezői és főpásztori szolgálatában, de a nagy adakozóhoz, Meszlényi Gyulához is. Bőkezű és önzetlen támogatója volt a magyar kultúrának és oktatásnak, felekezettől függetlenül. Egész intézményeket (köztük a Szatmárnémeti Északi Színházat) és tehetséges magánszemélyeket is szívesen támogatott.

## Halála és emlékezete
Püspökségének utolsó esztendeiben egyre kínzóbban gyötörte súlyos cukorbetegsége, míg végül 2002 április 18-án, egy hét szenvedés után, a debreceni kórházban megtért Krisztusához.
Temetésére április 24-én került sor a szatmárnémeti Híd Melletti Katolikus Temetőben. Végakarata szerint nem a székesegyház alatti püspöki kriptában helyezték örök nyugalomra, hanem a katolikus temetőben a papok parcellájában (mivel elsősorban papnak tartotta magát). Temetésén a szatmári és máramarosi sajtó beszámolói szerint egy bíboros, további 19 érsek és püspök, mintegy 300 további papi személy (köztük más egyházak képviselői is) és több mint 100 magyarországi, romániai és nemzetközi közéleti személyiség (köztük a magyar és a német nagykövetek és konzulok) vett részt, illetve sok száz erdélyi értelmiségi és több ezer civil. A négy órás gyászmisét Ardai L. Attila kanonok, ideiglenes egyházmegyei kormányzó vezette be, majd a Szentatya képviseletébenJean-Claude Périsset pápai nuncius-érsek kezdte el a püspök lelki üdvéért celebrált misét (latin nyelven). Jakubinyi György gyulafehérvári érsek szentbeszédével folytatódott a szentmise, majd Paskai László esztergom-budapesti érsek, bíboros, prímás fejezte be. Itt olvasták fel a szentatya nevében Angelo Sodano bíboros által írt gyászüzenetet. Román nyelven Ioan Robu bukaresti érsek búcsúztatta Reizer Pál püspököt. A szentmise végeztével közel egy órán keresztül vonult át a tömeg hídon túli katolikus temetőbe, ahol további gyászbeszédek hangzottak el.
Az egyházmegye hívei és papjai máig őrzik emlékét, emlékeznek megújító munkájára. Az egyházmegye hivatalos oldalán így emlékeznek rá: „Püspöksége kezdete annak a nehéz korszaknak, amelyben 40 évi elszigeteltség és elnyomás után kell újjáéleszteni az egyházmegye intézményeit, orvosolni a lelkekben a kommunizmus okozta károkat.” „…halála megtorpanást jelentett ugyan, de nem akadályozott meg bennünket abban, hogy munkálkodását és tevékenységét az ő hitével, melegségével, emberszeretetével, közvetlenségével és lelkesedésével tovább folytassuk.”
Halála után a káptalan Ardai L. Attila addigi irodaigazgatót választotta meg egyházmegyei kormányzónak. A megüresedett püspöki szék betöltéséig ő vezette az egyházmegyét. 2003. április 30-án II. János Pál pápa új szatmári püspököt nevezett ki Schönberger Jenő, máramarosszigeti főesperes-plébános személyében. A püspökszentelés 2003. június 21-én a szatmárnémeti székesegyházban volt.

## Kitüntetései
2000-ben Románia elnöke a Nemzeti Érdemrend Tiszti Fokozatával tüntette ki „Hívő Szolgálatáért”.